# Lantis
Lantis Co., Ltd. — колишня японська компанія-лейбл для японських виконавців, саундтреків до аніме та відеоігор. Була заснована 26 листопада 1999 року, стала дочірнім підприємством Bandai Visual, що своєю чергою підпорядковується Bandai Namco Holdings, у травні 2006 року. У лютому 2018 року було заявлено про об'єднання Lantis з Bandai Visual у нове підприємство, Bandai Namco Arts. Реорганізація відбулася 1 квітня 2018. Нині Lantis є лише лейблом нової компанії.